# Fernand Wicheler
Fernand Wicheler (Brussel, 14 februari 1874 - aldaar, 1 februari 1935) is een Belgische theaterdirecteur, toneelschrijver en striptekenaar. Hij is de eerste die teen reeks tekeningen als een echte strip uitbracht.
In 1910 was hij directeur van het Brusselse theater Olympia (later Ambassador Theatre/ Ambassador Cinema), vlak bij de Beurs. Hij schreef meerdere toneelstukken waaronder "Le Mariage de Mademoiselle Beulemans", dit samen met Jean-François Fonson (Frantz Fonson), de directeur van Théâtre Royal des Galeries. 
In 1921 begon Le Soir met de wekelijkse publicatie van zijn stripverhaal Le Dernier Film. 
Hij was de echtgenoot van actrice Gilberte Legrand.

## Werken (selectie)
- "Le dernier film" (1921-1926), de eerste stripreeks

- Biblioteca Nacional de España: XX1399617
- Bibliothèque nationale de France: cb13815424g (data)
- Gemeinsame Normdatei: 173161723
- International Standard Name Identifier: 0000 0001 0880 2161
- Library of Congress Control Number: nr96014836
- MusicBrainz: 1edb98cc-1bd1-4602-a426-b0c7fd5aabe0
- Nationale Bibliotheek van Tsjechië: mub2012676829
- Nederlandse Thesaurus van Auteursnamen: 074136909
- Réseau des bibliothèques de Suisse occidentale: 02-A003972484
- Système universitaire de documentation: 145746186
- Virtual International Authority File: 24785932
- WorldCat: E39PBJdmh9qpWFFcV6hJMpBQMP